# Alpspitz (Allgäuer Alpen)
Die Alpspitz ist ein 1575 m ü. NHN hoher Nebengipfel des Edelsbergs im bayerischen Teil der Allgäuer Alpen.

## Lage und Umgebung
Die Alpspitz liegt am nordöstlichen Rand der Allgäuer Alpen, unmittelbar am Alpenrand. Wichtige Talorte der Alpspitz sind das nördlich gelegene Nesselwang, auf dessen Gemarkung er sich befindet, sowie Pfronten im Osten und Jungholz im Südwesten. Zwei Kilometer westlich liegt die eigenständige Reuterwanne (1539 m ü. NHN).

## Routen zum Gipfel
Der Gipfel ist über Forststraßen und Wanderwege leicht zu erreichen. Der schnellste und kürzeste Zugang ist von Norden über die auf einem Sattel 75 m unterhalb des Gipfels gelegene Bergstation der Alpspitzbahn Nesselwang. Andere Routen führen beispielsweise über die Ruine Burg Nesselburg oder über die Wallfahrtskirche Maria Trost. Auf dem Gipfel steht ein Holzkreuz.

## Bilder

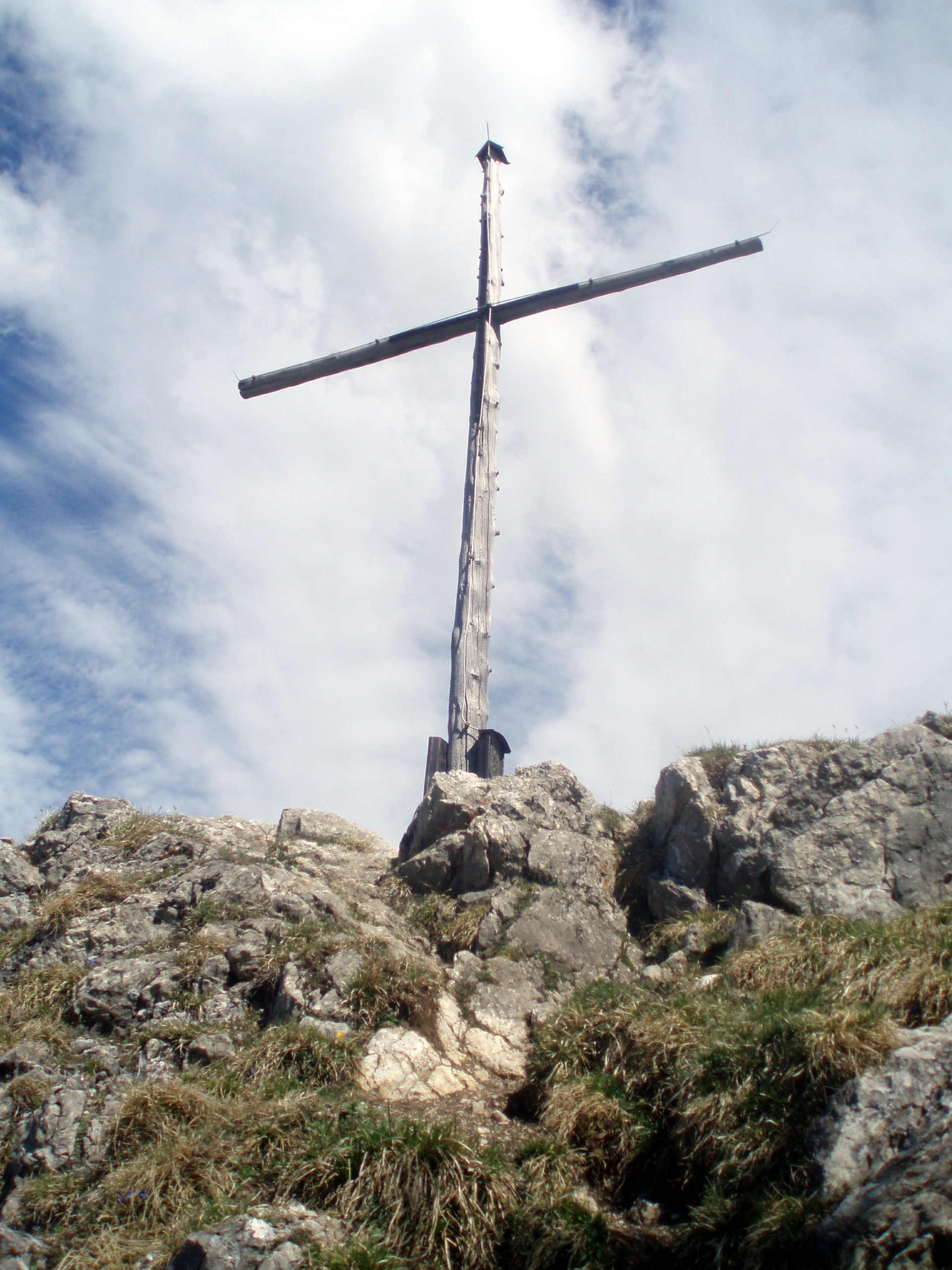
Gipfelkreuz
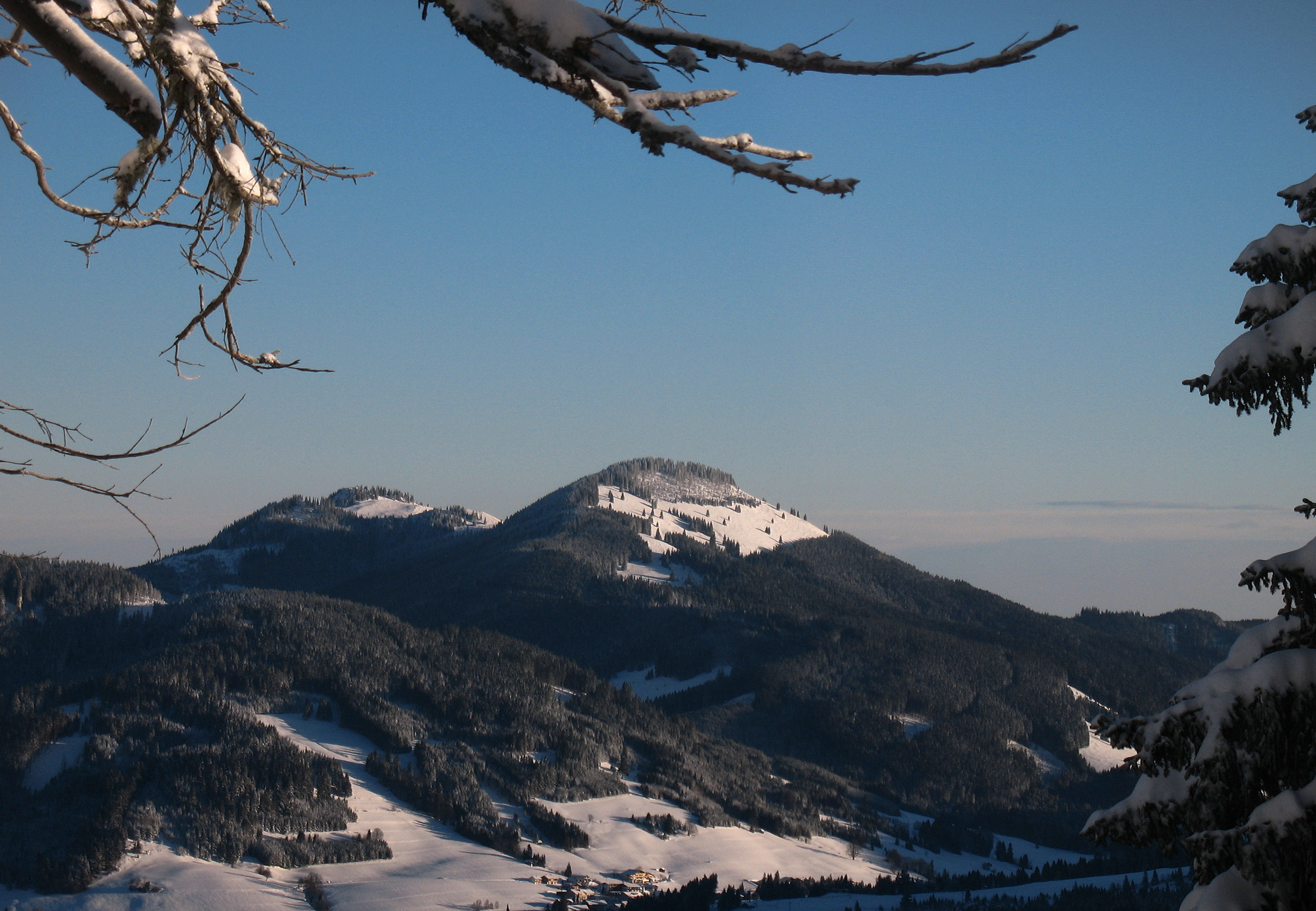
Alpspitz (links) und Edelsberg